# John Njue
John Njue (ur. 1 stycznia 1946 w Kiriari w dystrykcie Embu w Kenii) – arcybiskup Nairobi w latach 2007–2021, arcybiskup senior archidiecezji Nairobi od 2021, przewodniczący Konferencji Episkopatu Kenii, od 24 listopada 2007 kardynał.

## Życiorys
Borykając się z wielkimi trudnościami w 1952 zaczął chodzić do Gitury Primary School. W 1959 przeniósł się do Kyaweru, do Nguviu Intermediate School, gdzie pozostał do końca 1960. W 1962 wstąpił do niższego seminarium, gdzie ukończył pierwszy cykl nauczania, a następnie w tym samym seminarium skończył szkołę średnią i w 1966 uzyskał Cambridge school certificate.
Gdy zdecydował się odpowiedzieć na głos powołania, wyjechał do Rzymu, by studiować filozofię na Papieskim Uniwersytecie Urbanianum. Studia te ukończył w 1969, a w 1974 skończył również teologię na Papieskim Uniwersytecie Laterańskim. 6 stycznia 1973 w bazylice św. Piotra został wyświęcony na kapłana przez Pawła VI.
Po powrocie do Kenii w 1974 najpierw pracował w parafii w diecezji Meru, a potem został profesorem filozofii i dziekanem ds. studentów w St. Augustine Senior Seminary w Mabandze. W latach 1978–1982 był rektorem tegoż seminarium.
W czerwcu 1982 uczestniczył w trwającym 6 miesięcy programie odnowy duchowej w Stanach Zjednoczonych. Po powrocie do Kenii był proboszczem w Chuka, a od 1985 rektorem St. Joseph's Philosophicum Seminary w Nairobi.
9 czerwca 1986 został mianowany pierwszym biskupem nowo powstałej diecezji Embu. Sakrę biskupią otrzymał 20 września 1986 z rąk kard. Jozefa Tomko. 23 stycznia 2002 został mianowany arcybiskupem koadiutorem Nyeri. Był także przez rok administratorem apostolskim wikariatu Isiolo.
Pełnił funkcję przewodniczącego Komisji Episkopatu Kenii ds. Seminariów Wyższych (1987–1991), przewodniczącego Komisji "Iustitia et Pax", przewodniczącego Wydziału ds. Rozwoju i Opieki Społecznej kenijskiego sekretariatu katolickiego. W latach 90. był rzecznikiem Konferencji Episkopatu Kenii, której obecnie przewodniczy. Jest także administratorem apostolskim diecezji Muranga. 6 października 2007 Benedykt XVI mianował go arcybiskupem Nairobi.
4 stycznia 2021 papież Franciszek przyjął jego rezygnację z pełnionej funkcji, złożoną ze względu na wiek.
Na konsystorzu z dnia 24 listopada 2007, z nominacji Benedykta XVI, został włączony do grona kardynałów prezbiterów z kościołem tytularnym Preziosissimo Sangue di Nostro Signore Gesù Cristo.
Brał udział w konklawe 2013, które wybrało papieża Franciszka.
Wcześniej źródła watykańskie podawały datę urodzenia kardynała Njue jako 1944 rok, bez wskazywania dnia i miesiąca. W 2024 roku datę tę zmieniono na 1 stycznia 1946.